# Miguel Gustavo Peirano
Miguel Gustavo Peirano (1 de octubre de 1966) es un economista y político argentino que estuvo a cargo del Ministerio de Economía y Producción de Argentina desde el 17 de julio de 2007, luego de la renuncia de Felisa Miceli. Hasta ese día, era el titular de la Secretaría de Industria, Comercio y PyME. El 10 de diciembre de ese mismo año, fue reemplazado en el cargo por Martín Lousteau.

## Trayectoria
Se recibió en la Universidad de Buenos Aires (UBA). Hizo su posgrado en la Universidad de San Pablo.Peirano ha trabajado tanto en el sector privado como en el sector público. Primero fuese secretario de Industria, Comercio y Pequeña y Mediana Empresa desde 2005, llegó al Ministerio de Economía dada sus credenciales. Entre 1990 y 1992 trabajó en el grupo multinacional Techint. Fue asesor de la Dirección General de Industria del Gobierno de la Ciudad de Buenos Aires, y presidente del departamento de Economía de la Unión Industrial de la Ciudad de Buenos Aires. Ha ocupado varios puestos en la Unión Industrial Argentina (UIA) desde 1993 al 2004. Entre 2003 y 2004 fue asesor de la Subsecretaria de Pequeña y Mediana Empresa y Desarrollo Regional, donde trabajó especialmente en la resolución de las asimetrías entre Argentina y Brasil en el contexto del Mercosur. Antes de ocupar el puesto de Ministro de Economía y Producción, fue Vicepresidente primero del Banco de Inversión y Comercio Exterior (BICE).presidente del Banco de Inversión y Comercio Exterior (BICE) SA enfocando el banco en el otorgamiento de créditos al sector productivo.